# 瓦雷勒
瓦雷勒（法語：Woirel，法語發音：[waʁɛl]）是法国皮卡第大区索姆省的一个市镇，属于阿布维尔区。

## 地理
瓦雷勒（49°57'33"N, 1°49'24"E）面积1.85 平方千米，位于法国上法蘭西大區索姆省，该省份为法国北部沿海省份，北起加来海峡省和北部省，西接滨海塞纳省和大西洋英吉利海峡，南至瓦兹省，东临埃纳省。
与瓦雷勒接壤的市镇（或旧市镇、城区）包括：锡泰尔讷、方丹勒塞克、维默地区福瑟维尔、维里欧蒙。

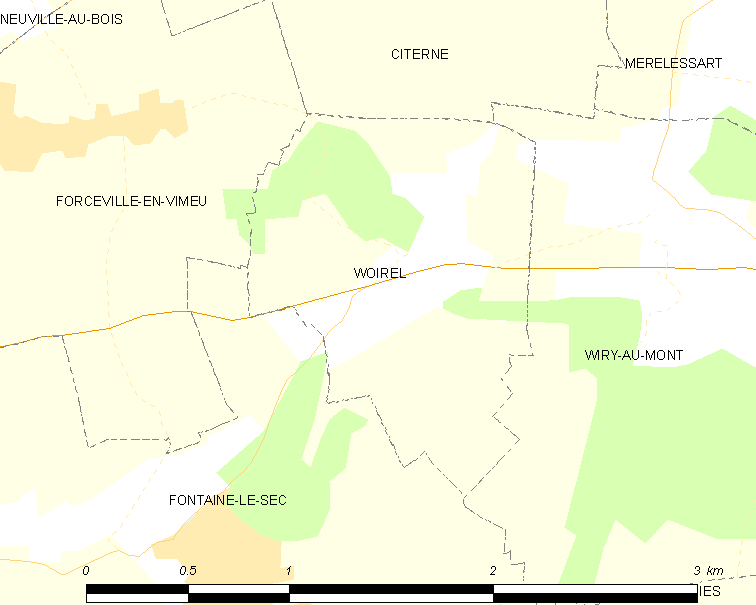
瓦雷勒的OSM定位图

瓦雷勒的时区为UTC+01:00、UTC+02:00（夏令时）。

## 行政
瓦雷勒的邮政编码为80140，INSEE市镇编码为80828。

## 政治
瓦雷勒所属的省级选区为皮卡第地区普瓦县。

## 人口

1962-2008年间瓦雷勒人口变化图示

瓦雷勒于2022年1月1日时的人口数量为47人。